# Цвекла
Цвекла (лат. Beta vulgaris ssp. vulgaris var. vulgaris) је поврће карактеристичне црвене боје које се користи у кулинарству и исхрани. Облик јој може бити округао и цилиндричан. Култивар је врсте Beta vulgaris из породице лобода (Amaranthaceae). 
Њено богатство минералима, угљени хидратима, мастима и беланчевинама чини је здравом и честом намирницом. Такође је богата и витамином Б12, а у себи има и мале количине кобалта. Позитивно делује код малокрвних особа и деце.
То је једна од неколико култивисаних сорти Beta vulgaris које се узгајају због јестивог корена и листова (који се називају репно зеленило); они су класификовани као B. vulgaris subsp. vulgaris Кондитива група.

## Историја
Доместикација цвекле може се пратити до појаве алела који омогућава двогодишњу бербу листова и корена. Цвекла је била одомаћена на древном Блиском истоку, пре свега због зеленила, а узгајали су је стари Египћани, Грци и Римљани. У римско доба сматра се да су је узгајали и због њеног корена. Од средњег века, цвекла се користила за лечење разних стања, посебно болести које се односе на варење и крв. Бартоломео Платина је препоручио узимање цвекле са белим луком како би се поништили ефекти „даха белог лука“.
Средином 19. века, вино се често бојило соком од цвекле.
Несташица хране у Европи после Првог светског рата изазвала је велике потешкоће, укључујући случајеве болести mangelwurzel, како су је назвали хуманитарни радници. Била је симптоматична за конзумирање само цвекле.

## Кулинарска употреба
Цвекла се припрема и конзумира лако, а најчешће се кува или кисели. Често се једе и сирова, углавном рендана, као додатак салати. Састојак је и руског националног јела боршч.

### Источна Европа
У Источној Европи уобичајена је супа од цвекле, као што је боршч. У Пољској и Украјини, цвекла се комбинује са хреном да би се формирала ćwikła или бурачки, који се традиционално користи уз нареске и сендвиче, али се често додаје и оброку који се састоји од меса и кромпира.
Слично, у Србији се цвекла користи као зимска салата, зачињена сољу и сирћетом, уз јела од меса.
Као додатак хрену, користи се и за производњу „црвене” сорте хрена, зачина у ашкенази јеврејској, мађарској, пољској, литванској, руској и украјинској кухињи.

### Индија
У индијској кухињи сецкана, кувана, зачињена цвекла је уобичајен прилог. Жута цвекла се гаји у врло малом обиму за кућну потрошњу.

### Северна Европа
Уобичајено јело у Шведској и другде у нордијским земљама је Биф а ла Линдстрем, варијанта ћуфте или хамбургера, са сецканом или ренданом цвеклом која се додаје у млевено месо.
У северној Немачкој, цвекла се пасира са Labskaus или се служи као додатак.

## Индустријска производња и друге употребе
Велики део комерцијалне производње прерађује се у кувану и стерилисану цвеклу или у укисељене производе.
Бетанин, добијен из корена, индустријски се користи као црвена боја за храну, за побољшање боје и укуса парадајз пасте, сосова, десерта, џемова и желеа, сладоледа, слаткиша и житарица за доручак. Када се користи сок од цвекле, најстабилнији је у намирницама са малим садржајем воде, попут смрзнутих производа и воћних пуњења.
Цвекла се може користити за прављење вина.

## Исхрана
Сирова цвекла се састоји од 88% воде, 10% угљених хидрата, 2% протеина и мање од 1% масти (види табелу). У количини од 100-gram (3 1⁄2-ounce) која даје 180 kilojoules (43 kilocalories) енергије хране, сирова цвекла је богат извор (27% дневне вредности - ДВ) фолата и умерен извор (16% ДВ) мангана, са другим хранљивим материјама незнатног садржаја (табела).„Nutrient data for beetroot, raw per 100 g”. United States Department of Agriculture, National Nutrient Database, release SR-28. 2016. Приступљено 20. 3. 2017.</ref>

### Утицаји на здравље
Један преглед клиничког испитивања известио је да конзумација сока од цвекле умерено смањује систолни крвни притисак, али не и дијастолни крвни притисак.

## Безбедност
Једињење црвене боје бетанин се не разлаже у телу, а у већим концентрацијама може привремено да изазове да урин или столица поприме црвенкасту боју, у случају урина стање које се зове битурија.
Иако је безопасан, овај ефекат може изазвати почетну забринутост због визуелне сличности са оним што изгледа као крв у столици, хематохезија (крв која пролази кроз анус, обично у или са столицом) или хематурија (крв у урину).
Формирање нитрозамина у соку од цвекле може се поуздано спречити додавањем аскорбинске киселине.

## Примена у медицини
Цвекла је биљка богата здравим састојцима. Зато је одавно позната и као лековита биљка која се користила у домаћинству. Такође користи се и у савременој медицини. Основна примена цвекле је у сузбијању појаве тумора и лечењу леукемије. Затим, користи се у лечењу маларије, акутних фиброзних болести и грипа у почетном стадијуму. Користи се и при регулацији крвног притиска, обично уколико је низак. Повољно утиче на нерве и рад мозга, а поспешује и рад желуца, црева и жучи.

## Хемијски састав и хранљива вредност
Обична цвекла садржи шећере, протеине, органске киселине, минералне соли (магнезијум, калцијум, калијум, гвожђе, јод и друге), боје, витамине, фолну киселину, бетаин..

## Култивари
Испод је дат списак неколико уобичајено доступних сорти цвекле. Генерално, потребно је 55 до 65 дана од клијања до бербе корена. Све сорте се могу убрати раније за употребу као зеленило. Осим ако није другачије назначено, боје корена су нијансе црвене и тамноцрвене са различитим степеном зонирања уочљивих на кришкама.
- 'Акција', добио је RHS-ову награду за баштенске заслуге (AGM) 1993. године.[19]
- 'Албино', наследство (бели корен)
- 'Алто', AGM, 2005.[19]
- 'Бетоло', AGM, 2016.[19]
- 'Болтарди', AGM, 1993.[19]
- 'Бона', AGM, 2016.[19]
- 'Боро', AGM, 2005.[19]
- 'Бикова крв', наследство[20]
- 'Челтнамска зелена горња страна', AGM, 1993.[19]
- 'Кјођа', наследство (различити црвени и бели зонски корен)[21]
- 'Крозбијев Египћанин', наследство
- 'Цилиндра' / 'Форманова', наследство (издужени корен)[21]
- 'Детроитска тамно црвена средина горње стране', наследство
- 'Рано чудо', наследство
- 'Фороно', AGM, 1993.[19]
- 'Златна репа' / 'Бурпска златна', наследство (жути корен)[21]
- 'Макгрегоров фаборит', реплика у облику шаргарепе[22]
- 'Пабло', AGM, 1993.[19]
- 'Перфектни Детроит', 1934 AAS победник[23]
- 'Црвени ас', хибрид, AGM, 2001.[19]
- 'Рубидус', AGM, 2005.[19]
- 'Руби квин', 1957 AAS победник[24]
- 'Соло', AGM, 2005.[19]
- 'Тачстоун голд', (жути корен)
- 'Водан', AGM, 1993.[19]

## Корен
Корен цвекле је репаст црвенкасте боје.

## Галерија
- Свежањ цвекле
- Пресек кроз главни корен
- Жута цвекла
- Боршч
- Салата од рендане цвекле и јабуке
- фински росоли
- Нарезана, кисела цвекла
- Црвени хрен се прави користећи цвеклу
- Сок од цвекле
- Златна, црвена и бела цвекла (с лева на десно).
- Печена цвекла
- Корен и пресек сорте 'Чиогија'
- Корен и пресек жуте сорте